# 梅德韋季夫卡 (利京區)
49°25′31″N 27°52′51″E / 49.42528°N 27.88083°E
梅德韋季夫卡（烏克蘭語：Медведівка），是烏克蘭的村落，位於該國西南部文尼察州，由文尼察區負責管轄，面積0.08平方公里，海拔高度293米，2001年人口81，人口密度每平方公里987.8人。